# Acanthurus tennentii
Acanthurus tennentii är en fiskart i släktet Acanthurus och familjen kirurgfiskar. Den beskrevs av Albert Günther 1861. IUCN kategoriserar arten globalt som livskraftig. Inga underarter finns listade i Catalogue of Life.
Acanthurus tennenti blir c:a 30 cm stor. Den lever i korallrev i Indiska oceanen, med ett utbredningsområde från Östafrikas kust till Sri Lanka och Små Sundaöarna i Sydostasien. Födan består av plankton och alger. 

## Bildgalleri

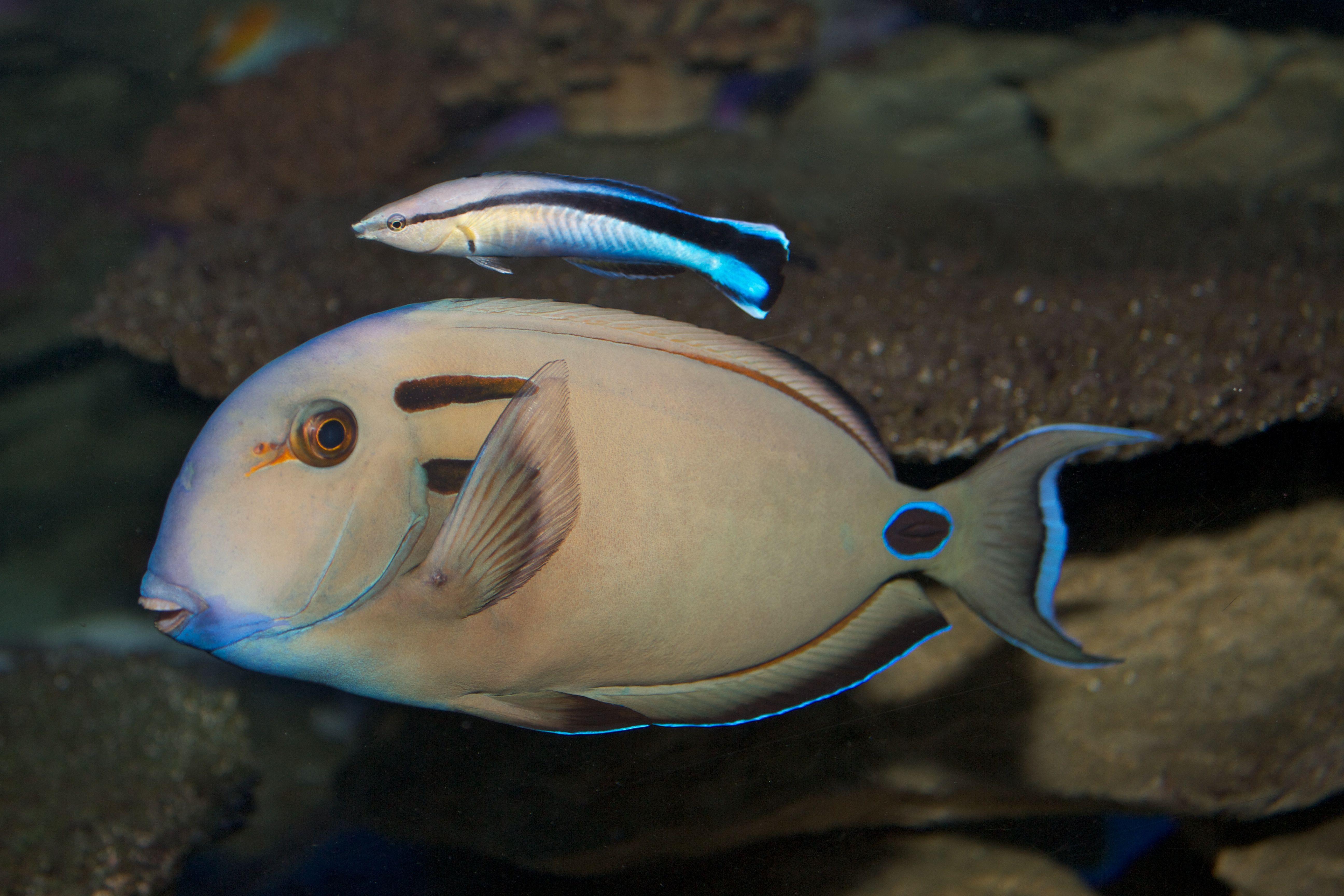
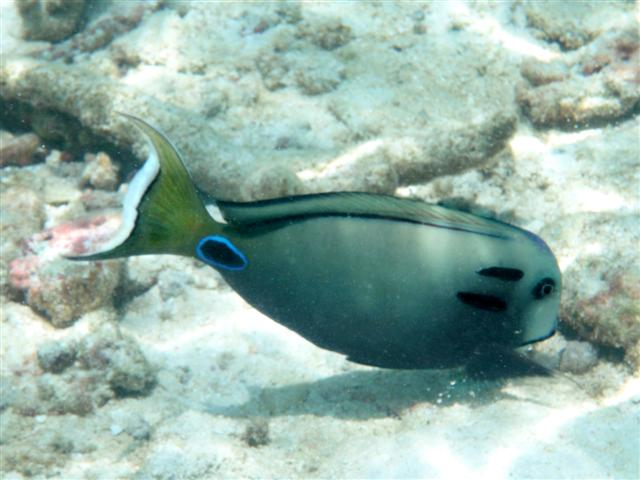
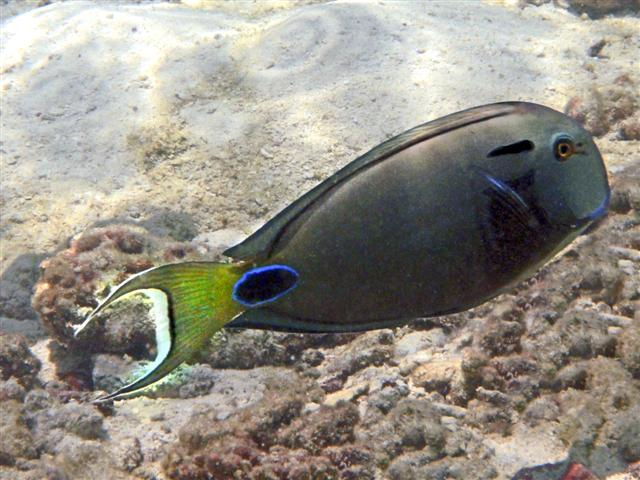
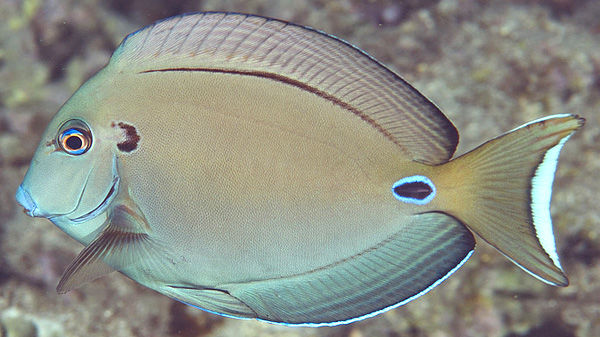